# Harmstonia ornata
Harmstonia ornata är en tvåvingeart som beskrevs av Robinson 1967. Harmstonia ornata ingår i släktet Harmstonia och familjen styltflugor. Inga underarter finns listade i Catalogue of Life.